# Monicas vals
Monicas vals är en svensk version av Bill Evans komposition "Waltz for Debby" från 1957, som Beppe Wolgers 1963 skrev text till för Monica Zetterlund. Hon spelade in låten första gången i slutet av oktober 1963 med Georg Riedels orkester, för EP:n Visa från Utanmyra, som gavs ut i november 1963.
Denna EP råkade Bill Evans höra under en turné i Sverige 1964, och han blev så förtjust i Monicas röst och tolkningen av hans vals att man arrangerade en skivinspelning med henne i Stockholm efter turnén. Så den 23 augusti 1964 spelade Monica Zetterlund och Bill Evans Trio in en LP med "Monicas vals" och ytterligare nio sånger på engelska och svenska. LP:n fick namnet Waltz for Debby och gavs ut i december 1964.
Den första inspelningen av "Waltz for Debby" återfinns på Bill Evans debut-LP New Jazz Conceptions från 1957. Melodin fick sitt namn efter Bill Evans då treåriga brorsdotter Debby Evans, som han ofta gjorde strandpromenader med, och hade då ingen text. Hans bästa tolkning av låten anses vara den på hans LP:n Waltz for Debby från 1961.
Först i september 1964, en månad efter inspelningen i Stockholm fick "Waltz for Debby" engelsk text av Gene Lees för Tony Bennetts `LP Who Can I Turn To, som släpptes in November 1964.